# 艾利翁
艾利翁，是西班牙卡斯蒂利亚-莱昂塞戈维亚省的一个市镇。 总面积127平方公里，总人口1233人（2001年），人口密度10人/平方公里。

## 友好城市
- 法國 图赖讷地区圣莫尔